# 细尖石蛏
细尖石蛏（学名：Lithophaga mucronata），是贻贝目壳菜蛤科石蜊属的一种。主要分布于中国大陆，常栖息在潮间带。